# Hirakushi Denchū

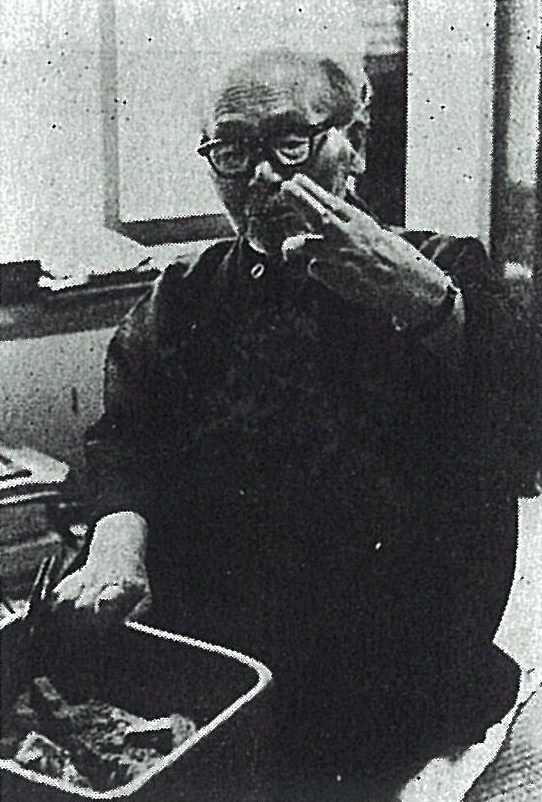
Hirakushi um 1960

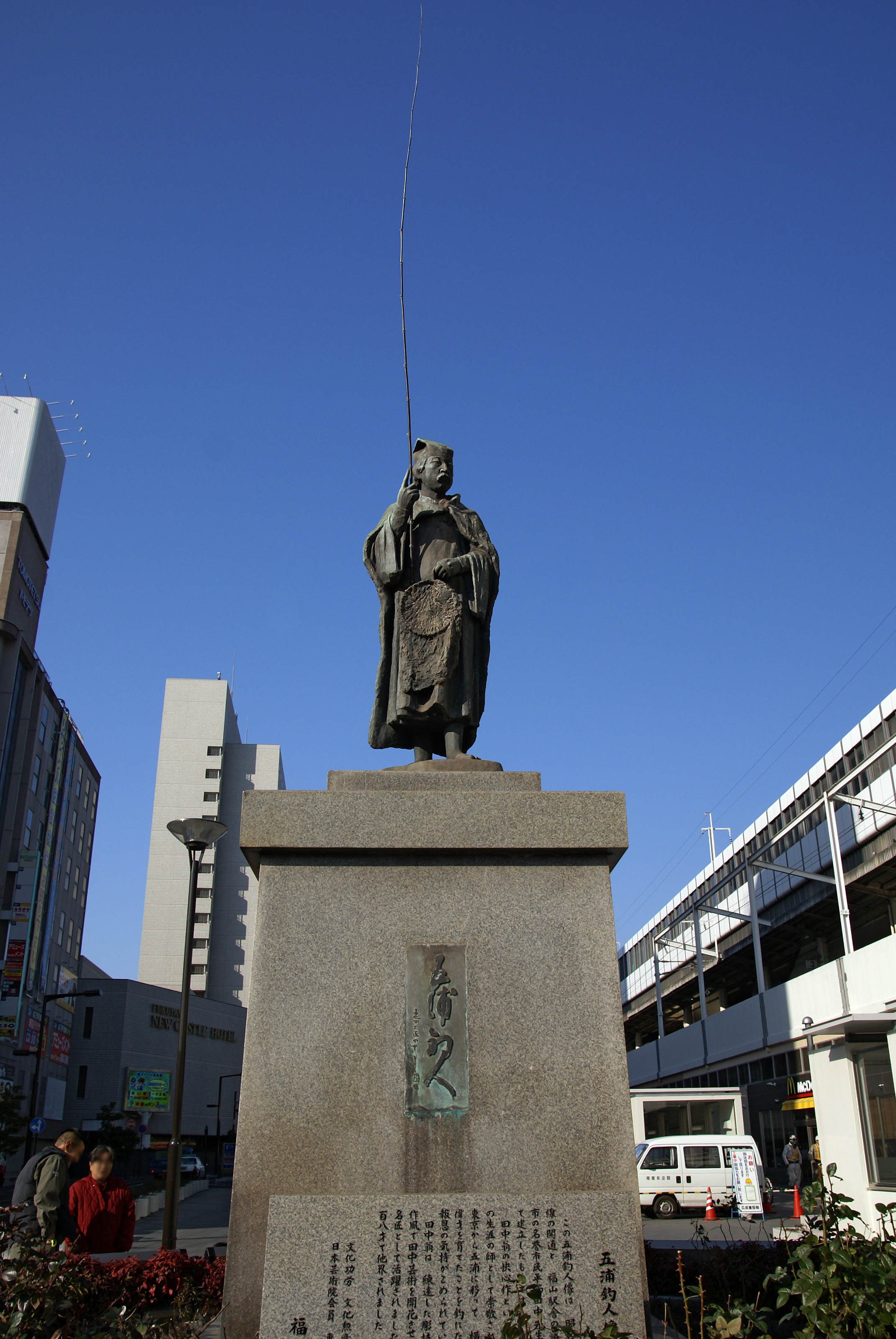
„Angler von Izura“

Hirakushi Denchū oder Hiragushi Denchū (japanisch 平櫛 田中; eigentlicher Vorname Takutarō (倬太郎), geb. 15. Januar 1872 in der Präfektur Okayama; gest. 30. Dezember 1979) war ein japanischer Bildhauer der Taishō- und Shōwa-Zeit.

## Leben und Werk
Hirakushi lernte die Grundzüge der Holz-Bildhauerei von Nakaya Seiko (中谷 省古), einem Schnitzer von Holzfiguren für die Aufführung von Bunraku-Dramen in Ōsaka. 1897 siedelte er nach Tōkyō über und bildete sich weiter unter Takamura Kōun. Nachdem er Arbeiten auf den Ausstellungen des Nihon Bijutsuin gezeigt hatte, reichte er auch Bildhauerarbeiten ein für die erste Kunstausstellung des Kultusministeriums (文部省美術展覧会, Mombushō bijutsu tenrankai) im Jahre 1907, die dann auch angenommen wurden. Im selben Jahr gründete er zusammen mit Yamazaki Chōun (1867–1954), Yonehara Unkai (米原 雲海; 1869–1925) und Katō Keiun (加藤 景雲; 1874–1943) die „Japanische Bildhauer-Vereinigung“ (日本彫刻協会). Hirakushis Beitrag zur ersten Ausstellung der Gesellschaft im folgenden Jahr war der „Bogenschütze“ (Katsujinsen), der die Anerkennung Okakura Kakuzōs gewann. Hirakushi fühlte sich durch Okakura Kakuzō in seiner Art bestätigt und arbeitete weiter in dieser künstlerischen Richtung.
1912 gewann Hirakushi für seinen Beitrag den dritten Platz auf der Ausstellung des Kultusministeriums, aber zwei Jahre später schloss er sich dem wiederbelebten Nihon Bijutsuin an. Er blieb bis 1961, als die Abteilung für Bildhauerei aufgelöst wurde, der Einrichtung treu, und war als eines der wichtigen Mitglieder tätig. 1937 wurde er Mitglied der Japanischen Akademie der Künste, 1954 wurde er zur Person mit besonderen kulturellen Verdiensten ernannt und 1962 erhielt er den Kulturorden. – Hirakushi war von 1944 bis 1952 Professor an der Tōkyō bijutsu gakkō (東京美術学校), der Vorläufereinrichtung der heutigen Geidai, wo er sich in der Ausbildung des Nachwuchses stark engagierte. Er wurde zum Ehrenbürger von Ibara (1958), Fukuyama (1965) und Kodaira (1975) ernannt.
Zu den frühen Arbeiten gehören die Figur des fiktiven Weisen „Wuyou“ (烏有先生, Uyū-sensei) und die grimmige Gestalt „Lebensveränderung“ (転生, Tenshō) in Bronze. Letztere Arbeit lässt eine Beschäftigung mit den klassischen japanischen Holz-Skulpturen erkennen. Erwähnt werden muss auch die Skulptur „Löwentanz“ (鏡獅子, Kagami-jishi) von 1958, eine Figur aus einem Kabuki-Stück, die über 2 m hoch ist. Hirakushi arbeitete daran von 1940 bis 1958, schuf über ein Dutzend Teilskulpturen. Weiter gibt es viele herausragende Skulpturen, die er zu Okakura schuf, darunter das Standbild „Angler von Izura“ (五浦釣人像, Izura chōjin-zō) vor dem Bahnhof von Fukuyama und die große Holzskulptur (s. u.) im Besitz des Nationalmuseums für moderne Kunst in Tōkyō.
Hirakushis Wohnsitz am Lebensende wurde nach seinem Tode von den Angehörigen zum „Hirakuchi-Denchū-Skulpturenmuseum der Stadt Kodaira“ (小平市平櫛田中彫刻美術館) erweitert. Das Museum besitzt viele hervorragende Werke Hirakushis. An seinem Geburtsort wurde das „Hirakuchi-Denchū-Kunstmuseum der Stadt Ibara“ (井原市立田中美術館) eingerichtet.
Am 30. Dezember 1979 starb Hirakushi Denchū im hohen Alter von 107 Jahren.